# Corallo (nome)
Corallo  è un nome proprio di persona italiano femminile.

## Varianti
- Femminili: Coralla[2]
  - Alterati: Corallina[1][2], Coralina[3]
- Maschili
  - Alterati: Corallino[1][2]

### Variante in altre lingue
- Croato: Koraljka[4]
- Francese: Coralie[3][4], Coraline[3]
- Greco moderno: Κοραλια (Koralia)[4]
- Inglese: Coral[3][4]
- Spagnolo: Coral[4]

## Origine e diffusione

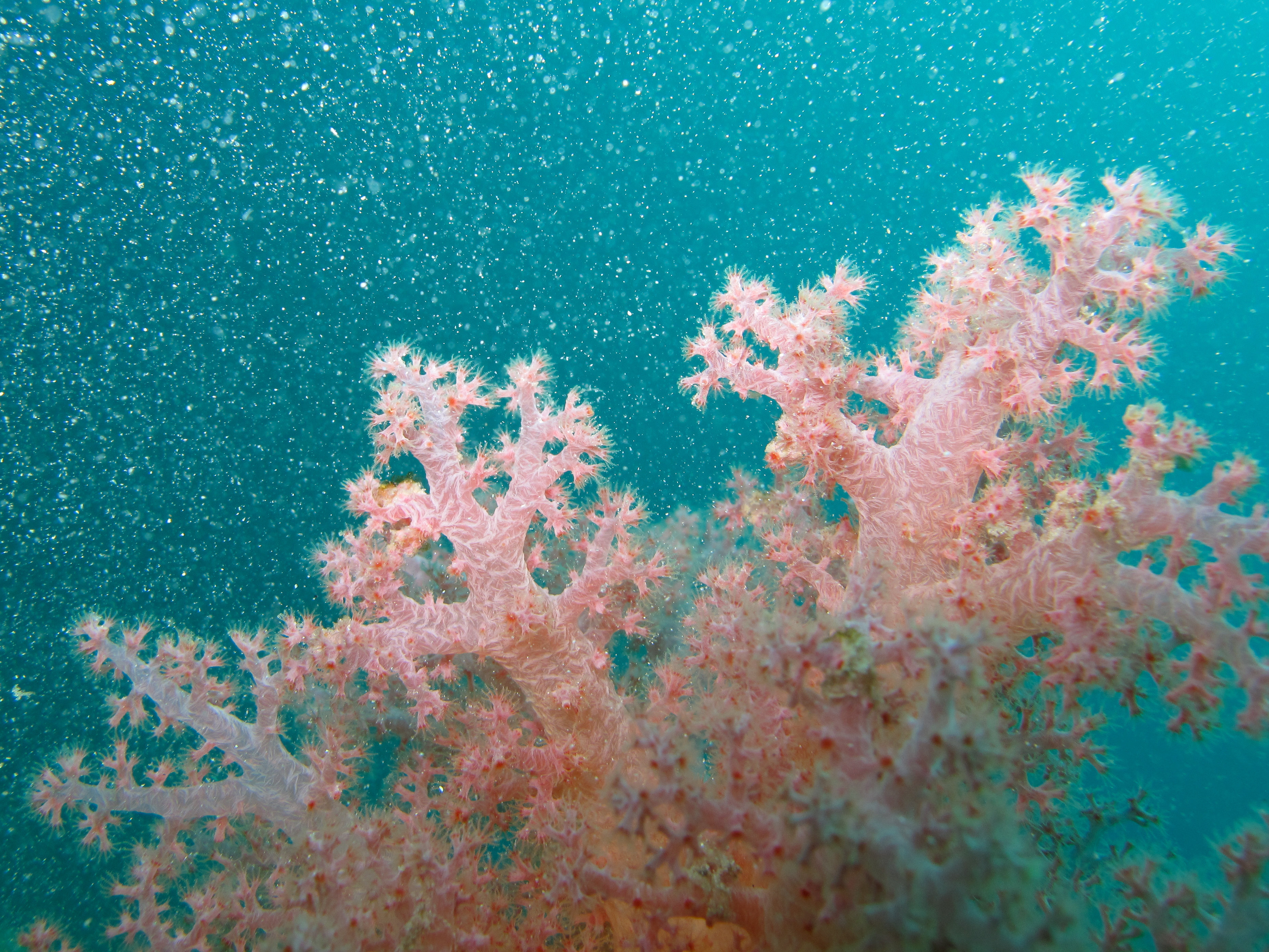
Un corallo rosa nel distretto di Ko Lanta, Provincia di Krabi, Thailandia

Molto chiaramente, si tratta di un nome augurale riferito al corallo, il noto organismo acquatico, di cui richiama la bellezza, il pregio o le sue presunte virtù di portafortuna. Il termine deriva, tramite il latino corallium, dal greco antico κοραλλιον (korallion), sempre indicante il corallo; l'etimologia e il significato del vocabolo greco, però, sono incerti: potrebbe semplicemente significare "scheletro duro", oppure rifarsi al greco kura-halos, "sirena", per l'aspetto umano assunto da alcuni dei suoi rami. È anche possibile che sia di origine semitica, correlato all'ebraico goral ("sassolino"), termine anticamente usato per le pietre utilizzate dagli oracoli in Palestina, Asia Minore e Mediterraneo, fra le quali appunto il corallo.
Nella forma base, il nome gode di scarsa diffusione in Italia, attestandosi principalmente nel Nord, specie in Toscana; la variante Corallina, decisamente più usata, deve la sua fortuna alla fama di un vivace personaggio della commedia dell'arte goldoniana analogo a Colombina. La forma francese Coralie entrò in uso con la rivoluzione (quando la popolazione venne incoraggiata ad abbandonare ciò che era "vecchio", nomi inclusi, in favore del nuovo).

## Onomastico
L'onomastico può essere festeggiato il 19 novembre in memoria di santa Koralia, una delle quaranta martiri di Eraclea, in Tracia nel IV secolo.

## Persone

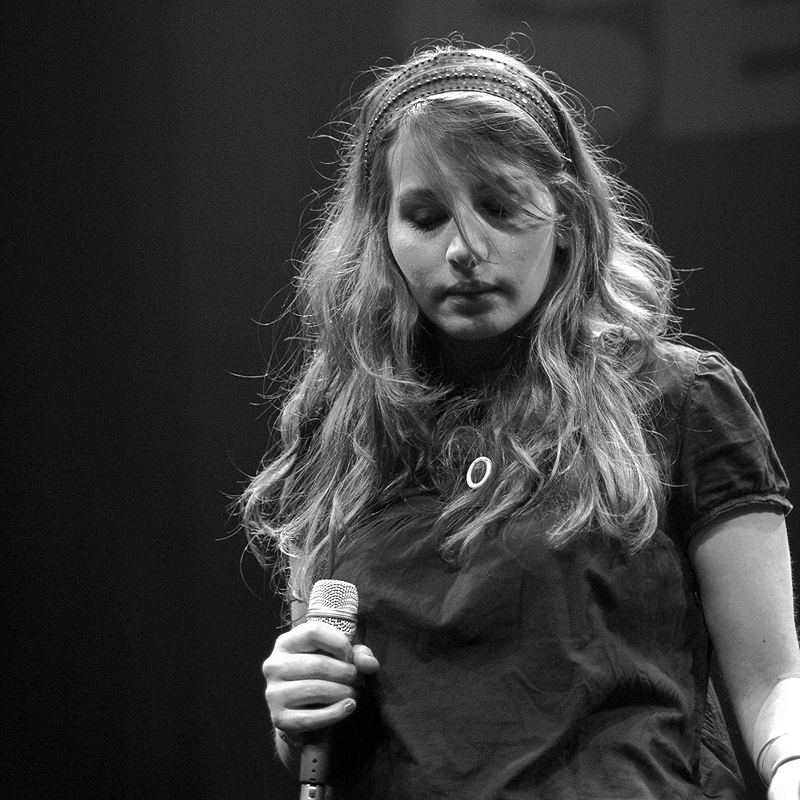
Coralie Clément

### Variante Coralie
- Coralie Balmy, nuotatrice francese
- Coralie Clément, cantante francese
- Coralie Frasse Sombet, sciatrice alpina francese
- Coralie Simmons, pallanuotista statunitense

### Altre varianti
- Coral Browne, attrice australiana
- Coralina Cataldi Tassoni, attrice, musicista e artista italiana
- Coraline Ada Ehmke, programmatrice e attivista statunitense
- Coral McInnes Buttsworth, tennista australiana
- Coraline Vitalis, schermitrice francese

## Il nome nelle arti
- Coral è un personaggio del film del 1968 La sposa in nero, diretto da François Truffaut.
- Coral è un personaggio del film del 1988 Cocktail, diretto da Roger Donaldson.
- Coral è un personaggio del film del 2003 Alla ricerca di Nemo, diretto da Andrew Stanton.
- Coralie è un personaggio del film del 2004 Il club delle promesse, diretto da Marie-Anne Chazel.
- Coralie Adams è un personaggio del film del 1942 Rivalità, diretto da Lloyd Bacon.
- Coral Hoople è un personaggio del film del 1967 Common Law Cabin, diretto da Russ Meyer.
- Coraline Jones è un personaggio del romanzo di Neil Gaiman Coraline e del film da esso tratto Coraline e la porta magica.